# Dvanáct křesel (film, 1933)
Dvanáct křesel je česko-polský koprodukční film z roku 1933 v režii Martina Friče, v němž hlavní roli vytvořil Vlasta Burian.

## Děj
Holič Ferdinand Šuplátko (Vlasta Burian) ze Žižkova má Šuplátkovu americkou rychloholírnu, neboli bláznivé holičství. Najednou se doví, že jeho bohatá teta z Varšavy umřela a odkázala mu dědictví 100 000 $. Tak se tam rychle rozjede, ale zjistí, že v domě je pouze dvanáct křesel a tetin obraz. Peníze jsou však někde ukryté. Šuplátko kontaktuje starožitníka Klepku (Adolf Dymsza), který od něho křesla a obraz odkoupí. Při přenášení však poslední dvanácté křeslo s ukrytými penězi uvízne na lucerně před vchodem do sirotčince. Ten se měl zavírat, ale díky nálezu peněz byl zachráněn. Je oslava a Šuplátko s Klepkou přihlížející za plotem se dozvědí, co se stalo s jejich křeslem a penězi. Poté jsou vyhnáni od plotu zřízencem. A oběma nezbývá, než jít za svým štěstím jinam.

## Poznámka
Pro Vlastu Buriana to byla šestnáctá komedie. Film byl natočen v česko–polské koprodukci a polský komik Dymsza byl oproti Burianovi nevýrazný. Byly hlášeny i další plány na spolupráci, z té však sešlo. Film se nedochoval v úplné podobě – chybí z něj devět minut.

## V hlavní roli
- Vlasta Burian (role: holič Ferdinand Šuplátko)

## Dále hrají
- Adolf Dymsza (starožitník Vladislav Klepka)
- Zula Pogorzelská (ředitelka sirotčince)
- Wanda Jarszewská (zaměstnankyně sirotčince)
- Wiktor Biegański (spiritista)
- Stanisław Balski (obchodník)
- Eugen Jusz Koszutski (úředník Repecki)
- Aniela Miszcykówna (dentistka – zubařka)
- Józef Kondrat (šofér)
- Stefan Szczuka (dražitel)
- Lo Kitay (profesorův pomocník)
- Hanna Parysiewicz
- Helena Zarembianka
- Karol Hubert
- Kazimier Narkiewicz

## Autorský tým
- Námět: Ilja Ilf a Jevgenij Petrov (román)
- Scénář: Karel Lamač
- Režie: Martin Frič, Michal Waszyński
- Kamera: Antonín Wawrzyniak
- Hudba: Wladysłav Dan
- Texty písní: Jarka Mottl, Marjan Hemar
- Výroba: Terra Brno a Rex Varšava

## Technické údaje
- Rok výroby: 1933
- Premiéra: 22. září 1933
- Zvuk: zvukový
- Barva: černobílý
- Délka: 75 minut
- Dochováno: 66 minut
- Druh filmu: komedie
- Země původu: Československo – Polsko
- Jazyk: český a polský
- Natočeno: v ateliéru, v Praze na Žižkově, ve Varšavě a Gdyni